# Rukai (taal)
Rukai, ook wel Drukay, Drukai, Dyokay, Dukai, Rutkai, Tsarisen, Tsalisen, Sarisen, Banga, Bantalang, Bantaurang, Taloma of Kadas (Opgelet: ook een synoniem voor Paiwan), is een Tsouïsche taal die net zoals de andere Tsouïsche en ook Formosaanse talen uitsluitend op Taiwan wordt gesproken. Het is opmerkelijk dat Rukai een niet-geclassificeerde taal is binnen de Tsouïsche talen.
Het Rukai is de meest gesproken taal van de vier Tsouïsche talen, en een van de bekendste Formosaanse talen. De taal wordt voornamelijk gesproken in de zuid-centrale bergen, ten westen van het Pyuma-taalgebied, ten zuiden van het Bunun-taalgebied, ten oosten van het Min Nan Chinees-taalgebied en ten noorden van het Paiwan-taalgebied, in 11 dorpen rond de grote stad P'ingtung en in 2 of 3 dorpen nabij de al even grote stad T'ai-tung. Drie dialecten zijn afwijkend en sommige mensen spreken het Pyuma. Wat ouderen spreken Japans, andere leeftijdsgenoten kunnen enkele en alleen het Rukai. De meeste sprekers van de dialecten spreken het Rukai in het dagelijkse leven. De Budai-bevolking spreekt ganse dagen Min Nan Chinees. Sommige taalkundigen classificeren het Rukai als een Paiwanische taal, mede doordat er een Paiwanische invloed is. Er bestaat een vaste grammatica in het Rukai. In juni 2001 is een Rukaitalige bijbel gepubliceerd.

## Classificatie
- Austronesische talen
  - Formosaanse talen
    - Tsouïsche talen
      - Rukai

## Rukai Grammatica
Het Rukai kent 22 medeklinkers en 3 klinkers.